# La mentira (filme)
La mentira é um filme mexicano dirigido por Juan Ortega e lançado em 1952, cuja história é de Caridad Bravo Adams.

## Elenco
- Marga López .... Verónica Castillo Blanco
- Jorge Mistral .... Demetrio Robles
- Gina Cabrera ....  Virginia Castillo Blanco
- Andrea Palma .... Adela Botel
- Alberto González Rubio .... Alberto
- Domingo Soler .... Dr. Botel
- Arturo Soto Rangel ....
- Liliana Durán ....
- Mimi Derba .... Sara